# Sedlec u Obrnic

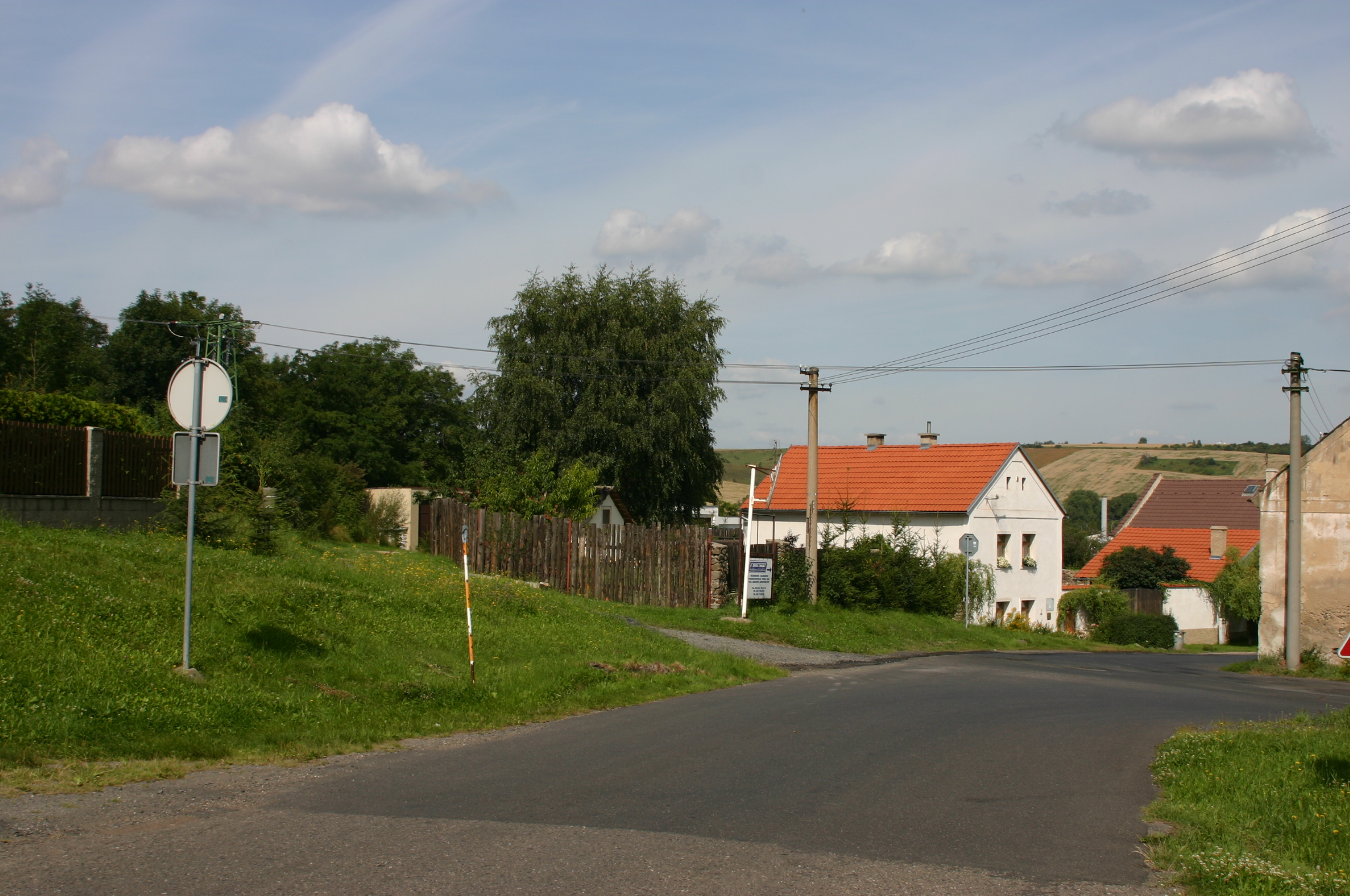
Ortszentrum

Sedlec (deutsch Sedlitz) ist ein Ortsteil der Gemeinde Korozluky (deutsch Kolosoruk) im Okres Most (deutsch Kreis Brüx) in Tschechien.

## Geographie
Sedlec liegt südöstlich von Most (Brüx) am Flüsschen Srpina. Im Nordwesten begrenzt das Erzgebirge das Gebiet, im Südwesten ist das Saazer Becken, im Nordosten schließt sich das Böhmische Mittelgebirge an und im Süden durchzieht die Eger das Land. Sedlec liegt an drei Bahnverbindungen. Südwestlich des Dorfes erhebt sich der Křemencový vrch (266 m n.m.).

## Geschichte

### Herkunft des Namens Sedlitz
Der Name Sedlitz kommt in Böhmen mehr als zwanzigmal vor, ist angeblich vom Hauptort Sedlci abgeleitet und kann als „die Sassen“ („Ansiedler“, „Ansässige“) übersetzt werden. In Tschechisch wird es Sedlec, Sedlic, sedlo („Siedlung“, „Sattel“) übersetzt.

### Geschichte bis 14. Jahrhundert
Nach der Abwanderung der Markomannen im 6. Jahrhundert wurde das Gebiet von den Tschechen besiedelt. Aus der Zeit haben sich viele Orts- und einzelne Flurnamen erhalten. Die Hauptstadt Brüx wurde vermutlich in den 1220er-Jahren durch das Geschlecht der Hrabischitz mit Unterstützung durch das Kloster der Kreuzherren vom Prager Zderaz angelegt.
Im 12. und 13. Jahrhundert erreichte die mittelalterliche deutsche Ostsiedlung ihren Höhepunkt. Es handelte sich vorwiegend um eine bäuerliche Siedlungstätigkeit, doch kam es gleichzeitig auch zu vielen Stadtgründungen. Die Gründe der Siedlungsbewegung sind einerseits in einer Zunahme der Bevölkerung im Westen zu suchen, andererseits im Bedarf an Arbeitskräften beim Landesausbau (Rodung von Wald- und Ödland) und der Landesentwicklung (Wirtschafts- und Gesellschaftsreform). Die Besiedlung wurde insbesondere angeregt durch Vergünstigungen wie persönliche Freiheit, freies Besitz- und Erbrecht, Befreiung von Frondiensten, feste Abgabenleistungen, Selbstverwaltung und eigene Gerichtsbarkeit. Daneben bauten Kaufleute (Hanse) europaweite Handelsverbindungen auf. Viele Kirchen und Klöster wurden gegründet. Nach dem Dreißigjährigen Krieg findet man in der tschechischen Abfassung der Steuerrolle von 1652 nur deutsche Siedler in Sedlitz.
1253 wurde Sedlitz erstmals urkundlich erwähnt als Besitz des Ritterlichen Kreuzherrenordens mit dem Roten Stern in Prag.

### 15. bis 20. Jahrhundert
1419–1436 musste in den Hussitenkriegen insbesondere die Kreisstadt Brüx mehrere Schlachten durchstehen. 1421 war die erste Schlacht, 1434 die zweite. Auch Sedlitz litt unter den Kriegen. 1646 vernichteten die Schweden während des Dreißigjährigen Krieges Sedlitzer Hab und Gut. Im Verlauf dieses Krieges wurde Brüx mehrmals von schwedischen Truppen erobert. 1646 wurde in Brüx zum ersten und letzten Mal durch eine Kriegslist auch die Burg auf dem Schlossberg Hněvín (Landeswarte) erobert.
1724 schloss die Gemeinde Sedlitz einen ersten kleinen Bitterwasservertrag ab. 1725 hat der Sedlitzer Bauer Mathes Wünsch seinen Bitterbrunnen an die Brüxer Kommenda abgetreten. 1771 befreite Kaiser Josef II. die Bauern aus der Leibeigenschaft. 1777 wurden die Sedlitzer aufständisch und leisteten keine Abgaben mehr an die Obrigkeit. 1780 hatte Sedlitz unter dem Bayerischen Erbfolgekrieg zu leiden. Österreichische Soldaten verlegten ihr Lager für einen Tag nach Sedlitz. 1788 schloss der Kommandeur der Kommenda in seinem letzten Lebensjahr einen Vertrag mit der Gemeinde Sedlitz, wonach dem Dorfe für ewige Zeiten die Hälfte des Jahreszinses erlassen würde. Dafür bekam die Kommenda das volle Recht an den Bitterwasserquellen und unbeschränkte Fischereirechte. 1793 war eine Teichbereinigung. 1797 schloss die Gemeinde Sedlitz den großen Bitterwasservertrag ab. 1805 begann das älteste vorhandene Sedlitzer Kassebuch.
Nach der Aufhebung der Patrimonialherrschaften bildete Sedlitz ab 1849 einen Ortsteil der Gemeinde Wteln im Gerichtsbezirk Brüx. Ab 1868 gehörte das Dorf zum politischen Bezirk Brüx. Kolosoruk als Nachbarort bildete im 19. und 20. Jahrhundert eine Pfarrgemeinde mit Sedlitz. Im Nachbarort Luschitz wurde die 1878 erbaute Kirche Sankt Augustin gemeinsam genutzt. 1877 bekamen Sedlitz und Kolosoruk per Dekret aus Wien und Prag eine gemeinsame Volksschule, die am Ortsrand von Sedlitz Richtung Kolosoruk gebaut wurde. Zum Ende des 19. Jahrhunderts entstand die Gemeinde Sedlitz. Nach dem Ersten Weltkrieg gehörte Sedlitz 1919 für einige Wochen zur Provinz Deutschböhmen. 1919 erfolgte die Gründung des neuen Staates Tschechoslowakei. Die Deutschböhmen wurden gegen ihren Willen tschechoslowakische Staatsbürger. 1926 erfolgte der  Beitritt von Sedlitz zum Verband der deutschen Selbstverwaltungskörper und Festlegung der deutschen Geschäftssprache für die hiesige Gemeinde. Im Dezember 1927 wurden erstmals Sedlitzer Häuser mit elektrischem Strom versorgt. 1932 erfolgte eine vollständige Herrichtung des Gemeindehauses (Ortsausgang Richtung Brüx). Es diente zu reinen Gemeindezwecken (Isolierzimmer, Gemeindeschrank und Unterbringung von Armen in der Gemeinde).
Nach dem Münchner Abkommen am 29. September 1938 wurden Gebiete mit überwiegend deutscher Bevölkerung dem Deutschen Reich angegliedert. Brüx wurde Sitz des Landkreises Brüx, Regierungsbezirk war Aussig im „Reichsgau Sudetenland“. Bereits am 10. Oktober 1938 rückten in Sedlitz deutsche Truppen ein. Während des Zweiten Weltkriegs befand sich in Sedlec ein Kriegsgefangenenlager und ab 1948 ein Straflager für politische Gefangene.
Am 8. Mai 1945, dem Tag der Kapitulation, fuhren sowjetische Panzer durch Sedlitz. Ab Mai 1945 wurden in Sedlitz die deutschen Höfe von Tschechen – meist aus Kolosoruk – übernommen. Durch das Beneš-Dekret 108 wurden die Vermögen konfisziert. Ab Mai 1946 wurden alle deutschen Sedlitzer ausgesiedelt. Von Brüx aus erfolgten 15 Transporte mit je bis zu 1200 Menschen in 40 Güterwagen. Nur die beiden tschechischen Familien Suchy und Srp blieben im Ort. In Sedlec siedelten  Neubürger aus Mittelböhmen, der Slowakei, sogenannte „Repatrianten“ und Roma. Zehn Jahre später waren einige Häuser dem Verfall ausgeliefert und der Abriss erfolgte. Im Jahre 1961 wurde Sedlec nach Korozluky eingemeindet.

## Einwohnerentwicklung
- 1921: 207 Einwohner
- 1930: 200 Einwohner
- 1939: 153 Einwohner

## Politik

### Gemeindevorsteher
- 1919: Ferdinand Wagner
- 1923: Ferdinand Wagner
- 1927: Albert Patzak
- 1930: Albert Patzak gestorben, Amtsgeschäfte übernimmt Josef Wlassak
- 1932: H. Wlassak jun.
- 1932: Franz Hausenblas Nr. 4
- 1938: Franz Hawelka d. J.
- 1938: Wenzel Zienert

### Bürgermeister
- 1939: Franz Hawelka
- 1941: Anton Reichel

### Parteien / Organisationen
- 1919: Gründung einer örtlichen Arbeiterpartei
- 1923: Bund der Deutschen feiert 25-jähriges Jubiläum
- 1927: Gründung des Bundes deutscher Landwirte (löste sich 1938 auf, Mitglieder meldeten sich bei der SdP (Sudetendeutsche Partei))
- 1936: Gründung des Bundes der Deutschen

### Zeit des Nationalsozialismus
- 1938: Gründung der SA (Sturmabteilung, paramilitärische Kampforganisation)
- 1938: Gründung der NSDAP (Nationalsozialistische deutsche Arbeiterpartei)
- 1938: Gründung der HJ (Hitlerjugend)
- 1938: Gründung des BdM (Bund deutscher Mädel)
- 1938: Gründung der NSV (Nationalsozialistische Volkswohlfahrt)
- 1938: Gründung der Christlichsozialen Partei (im gleichen Jahr wieder aufgelöst, Mitglieder traten bei der SdP (Sudetendeutsche Partei) ein)
- 1940: Gründung der NS-Turngemeinde
- 1940: Gründung des Bundes deutscher Osten
- 1941: Tag der Deutschen Polizei – Sammlung wurde durchgeführt
- 1941: Gründung der NS-Frauenschaft Kolosoruk-Sedlitz
- 1942: NS-Frauen arbeiten in Abendstunden Ausstattung für die Wehrmacht

## Verkehr

### Bahnverkehr
Im Jahr 1871 wurde mit dem Bau der Eisenbahnlinie Brüx–Prag und der Linie Dux–Pilsen begonnen. Sedlitz erhielt aber erst zehn Jahre später eine Haltestelle.
Im Jahr 1898 kam dann eine dritte Linie Obernitz–Tschischkowitz hinzu. Die Haltestelle Sedlitz wurde im Dezember 1898 in Betrieb genommen. Somit führten drei Bahnlinien an Sedlitz vorbei.

## Ehemals ansässige Unternehmen

### Quarzitsteinbruch
Sedlitz hatte vorwiegend landwirtschaftliche Betriebe. Die Bodenunterschicht in Sedlec war Quarzitgestein. Ein größerer Gewerbebetrieb war der Quarzitsteinbruch am Křemencový vrch, den ab 1914 die Stettiner Chamottefabrik (vorm. Didier in Bodenbach) betrieb.

### Ziegelbrennerei
Bis zur Weltwirtschaftskrise 1929 hatte Sedlitz eine Ziegelbrennerei an der Straße am Stadtberg Richtung Brüx.

### Bitterwasserquelle
Die Bitterwasserquelle des „Sedlitzer Bitterwasser“ ist schon 1724 in einer Schrift mit der chemischen Zusammensetzung bekanntgemacht worden. Der Vertrieb ging weit über die Grenzen hinaus. Sie verlor an Bedeutung gegenüber dem Biliner Sauerbrunn.

## Ortsstruktur von Sedlitz und Baustil Sedlitzer Häuser
Der Anlage nach sind beide Dörfer, Sedlitz und Kolosoruk, „Rundlinge“. Diese sollten zu Verteidigungszwecken dienen. Sie haben sich aber nach und nach, besonders Sedlitz, zum Straßendorf ausgebildet. In der Dorfmitte wurde ein freier geräumiger Mittelplatz angelegt, auf den sich bei einem Überfall das Vieh in Sicherheit bringen ließ.
Die Bauart der Häuser war ursprünglich ein rein deutscher Dorfstil, vorwiegend Blockhäuser. Später, im 19. und 20. Jahrhundert ersetzten „Steinkästen“ diese Blockhäuser. Nur das Halbwalmdach hatte sich herübergerettet.

## Natur
Sedlitz hat kontinentales Klima und ist wenig niederschlagsreich. Es besitzt keine Waldgebiete.

## Persönlichkeiten
- Heinrich Bittner, Lehrer in Sedlitz von 1905 bis 1936, schrieb die Geschichte der beiden kleinen Dörfer Sedlitz und Kolosoruk in seinem Buch „Zwischen Tonz- und Konnsbarch“ nieder (Tanz- und Johannesberg), das 1929 verlegt wurde. Er begann außerdem ab 1920 mit der Führung eines Gedenkbuches für Sedlitz, in dem die jährlichen Ereignisse festgehalten wurden. Es endet mit dem Jahr 1944. 1924 wurde Heinrich Bittner zum Vertreter der Landgemeinden bei der Bezirksverwaltungskommission der deutschen Wahlgemeinschaft in Brüx ernannt.
- Robert Eigenberger (1890–1979), geboren in Sedlitz, Kunsthistoriker, Restaurator und Maler
- Ernst Eigenberger (1899–1945), tschechoslowakischer Chemiker und Hochschullehrer deutscher Nationalität